# جزيرة فوزروزدنيا
جزيرة فوزروزدنيا (بالروسية: Остров Возрождения) هي جزيرة في بحر الآرال. كانت تابعة بالسابق للإتحاد السوفيتي، أما حالياً فتتبع كازخستان وأوزبكستان. في سنة 1954 جرى على الجزيرة اختبارات لأسلحة بيولوجية تُسمى Aralsk-7 بالإضافة لجزيرة كومسمولسكي.

## الجغرافيا
كانت الجزيرة بالسابق أحد أصغر الجُزر، لكن بدأت تَكبُر في ستينات القرن العشرين نتيجة لجفاف بحر الآرال وانسداد مصادر تغذية النهر من قِبل الاتحاد السوفيتي لغايات زراعية. استمر انكماش بحر الآرال وتسارع لتصبح جزيرة فوزروزدنيا شبه جزيرة في سنة 2001، عندما جفت القناة جنوب الجزيرة وتكون جسر بري طبيعي. باختفاء بحر آرال بالجنوب في عام 2008، لم تَعُد فوزروزدنيا ميزة جغرافية مُتميزة. لكنها عادت إلى الظهور لفترة قصيرة في شبه الجزيرة في عام 2010 عندما تم غمر الحوض الشرقي بالماء بعد ذوبان الثُلوج الكثيفة.

## التاريخ
بموقعها في مركز بحر الآرال، كانت جزيرة فوزروزدنيا أحد المختبرات الرئيسية ومواقع اختبار للأسلحة البيولوجية للإتحاد السوفييتي. في عام 1948 تم إنشاء مختبر سري للأسلحة البيولوجية السوفييتية في الجزيرة، والتي اختبرت مجموعة متنوعة من العوامل البيولوجية، بما في ذلك الجمرة الخبيثة والجدري والطاعون والحمى المتموجة وداء توليري. في عام 1971 أُطلق سلاح الجدري من الجزيرة وأصيب عشرة أشخاص، من بينهم 3 لقوا حتفهم.
في تسعينات القرن العشرين انتشر الحديث من المنشقين السوفييت عن خطر الجزيرة، بما في ذلك كين البيك، الرئيس السابق لبرنامج الأسلحة البيولوجية في الاتحاد السوفيتي. ووفقاً لوثائق صدرت مؤخراً، أنه تم إجراء اختبارات جراثيم الجمرة الخبيثة وعصيات الطاعون الدبلي وتحويلها لأسلحة وتخزينها. وكانت المدينة الرئيسية في الجزيرة كانتبك والتي هي أطلال اليوم، تضُّم 1500 نسمة تقريباً.
تم التخلي عن موظفين المختبر في الجُزر الصغيرة في عام 1992. لم تُخزن العديد من حاويات المحتوية على الجراثيم بشكل صحيح أو تم تدميرها، وعلى مدى العقد الماضي العديد من هذه الحاويات قد فُقدت.
من خلال مشاريع مُنظمة وممولة من قبل الولايات المتحدة وبمساعدة أوزبكستان، تم تطهير 10 مواقع لدفن الجمرة الخبيثة.